# Гремучий (Шпаковский район)
Грему́чий — хутор в Шпаковском муниципальном округе Ставропольского края России.

## География
Расстояние до краевого центра 12 км, до районного центра 21 км. К северу от хутора находится озеро Вшивое.

## История
До 16 марта 2020 года хутор Гремучий входил в Дёминский сельсовет.

## Население
| 1989 | 2002 | 2010 | 2013 | 2014 | 2021 |
| ---- | ---- | ---- | ---- | ---- | ---- |
| 20   | ↗59  | ↗159 | →159 | ↗200 | →200 |

По данным переписи 2002 года, 83 % населения — русские.